# 島唄
島唄（島唄 / シマ唄）指的是奄美群島（現屬日本鹿兒島縣）的民謠。在琉球語奄美方言中，「シマ」（shima）不僅是「島」的意思，更包含「故鄉」的意思；（ウタ / uta）則是「民謠」的意思。因此「島唄」一詞原本意思是「故鄉的民謠」，而正是因為「シマ」一字特殊含義，許多奄美人不將這種歌謠寫作，而是將它寫作。唱島唄的人被稱作「唄者」。
由於「唄」字的發音與日本語中「歌」字的發音相同，一些中文媒體亦將「島唄」寫作「島歌」。

## 歷史
島唄起源於琉球群島，最早是對琉球群島民謠的統稱。後來才專指奄美群島的民謠。早期，島唄是作為獻給神的歌曲，在祭祀中使用。其內容也與頌揚神明和表達祈禱者的願望有關。後來亦出現勞動號子、教育後代和表達愛情之類的內容。1609年薩摩藩入侵後，薩摩藩將奄美群島作為生產黑砂糖的主要地點。奄美人在薩摩藩的統治之下，不得不從事大量生產黑砂糖的勞動。這一時期的島唄亦表達了奄美人在薩摩藩統治下的淒慘生活。
1961年10月，居住在關西地區的奄美人武下和平，在日本的「藝術暨民俗藝能大會」上演唱了島唄，在日本音樂界引起很大反響。此後，島唄開始在日本音樂界流行。較出名的唄者有坪山豐、築地俊造、當原ミツヨ、朝崎郁惠、RIKKI、元千歲、中孝介、里安娜、夏川里美等。

## 特徵
島唄與日本本土的和歌在音律上有很大的不同。與琉歌一樣，島唄的音律為8、8、8、6；與和歌的5、7、5、7、7，以及日本民謠的7、7、7、5都不相同。島唄的音域很廣。在德之島以北地區，使用的是與日本本土相同的五聲調式陽音階（D、F、G、A、C、D）；沖永良部島以南則使用琉球音階（C、E、F、G、B、C）。島唄的伴奏樂器往往是三線。
在奄美群島，不同地區的島唄其風格亦不相同。例如，奄美大島北部流行「笠利節」，其節奏平緩穩重；而南部則流行「東節」，情緒充沛，回轉變化豐富。笠利節和東節是島唄最主要的兩大流派。元千歲和中孝介的演唱方式就屬於東節風格。
島唄的演唱需要類似於女性的假聲，這是因為琉球群島地區妹神的緣故。

## 著名的島唄
著名的島唄有：、等。以下以島唄為例：
| 原文   | 日本語譯 | 中文译文               |
|        |          | 你要走了吗             |
|        |          | 你要将我忘记，离开我吗 |
|        |          | （不，）我本想出发     |
|        |          | 却不舍得离开           |
|        |          | 妈妈和爸爸啊           |
|        |          | 请不要胡思乱想         |
|        |          | 妈妈和爸爸啊           |
|        |          | 我会带回大豆，带回大米 |
|        |          | 来让你们享用           |
|        |          | 无眠                   |
|        |          | 整夜无眠               |
|        |          | 想着你们               |
|        |          | 无法入眠               |
|        |          | 啼叫的鸟儿             |
| きゅん |          | 在立神冲啼叫的鸟儿     |
|        |          | 一定是我所爱的人的灵魂 |

## 外部連結
- [永久]
- http://www.kikaijima.com/index.html （页面存档备份，存于） -
- http://www.simauta.net/ （页面存档备份，存于） -